# Peyssies
Peyssies [pɛisis] (Pèishias en occitan gascon) est une commune française située dans le centre du département de la Haute-Garonne, en région Occitanie.
Sur le plan historique et culturel, la commune est dans le Volvestre, constitué des vallées de l'Arize et du Volp, proche de la vallée de la Garonne, situé au sud de Toulouse et en partie nord du Couserans. Exposée à un climat océanique altéré, elle est drainée par la Louge, le Peyre et par divers autres petits cours d'eau. La commune possède un patrimoine naturel remarquable composé d'une zone naturelle d'intérêt écologique, faunistique et floristique.
Peyssies est une commune rurale qui compte 687 habitants en 2022, après avoir connu une forte hausse de la population depuis 1980. Elle fait partie de l'aire d'attraction de Toulouse.
Ses habitants sont appelés les Peyssissois et Peyssissoises.

## Géographie

### Localisation
1. Carte dynamique
2. Carte Openstreetmap
3. Carte topographique
4. Carte avec les communes environnantes

La commune de Peyssies se trouve dans le département de la Haute-Garonne, en région Occitanie.
Elle se situe à 38 km à vol d'oiseau de Toulouse, préfecture du département, à 20 km de Muret, sous-préfecture, et à 24 km d'Auterive, bureau centralisateur du canton d'Auterive dont dépend la commune depuis 2015 pour les élections départementales.
La commune fait en outre partie du bassin de vie de Carbonne.
Les communes les plus proches sont : 
Lafitte-Vigordane (2,6 km), Bois-de-la-Pierre (3,3 km), Carbonne (4,3 km), Gratens (5,1 km), Salles-sur-Garonne (5,4 km), Labastide-Clermont (5,5 km), Saint-Élix-le-Château (5,6 km), Marquefave (5,6 km).
Sur le plan historique et culturel, Peyssies fait partie du Volvestre, constitué des vallées de l'Arize et du Volp, proche de la vallée de la Garonne, situé au sud de Toulouse et en partie nord du Couserans.
Peyssies est limitrophe de cinq autres communes.
Les communes limitrophes sont Longages, Bois-de-la-Pierre, Carbonne, Gratens et Lafitte-Vigordane.
| Bois-de-la-Pierre | Longages          |          |
| Gratens           | Peyssies          | Carbonne |
|                   | Lafitte-Vigordane |          |

### Géologie et relief
La commune de Peyssies est établie à cheval sur la première et la deuxième terrasse de la Garonne, dans la plaine toulousaine de la Garonne.
La superficie de la commune est de 637 hectares ; son altitude varie de 208  à   229 mètres.

### Hydrographie
La commune est dans le bassin de la Garonne, au sein du bassin hydrographique Adour-Garonne. Elle est drainée par la Louge, le Peyre, la Nauze et par divers petits cours d'eau, constituant un réseau hydrographique de 9 km de longueur totale,.
La Louge, d'une longueur totale de 100 km, prend sa source dans la commune de Villeneuve-Lécussan et s'écoule du sud-ouest vers le nord-est. Elle traverse la commune et se jette dans la Garonne à Muret, après avoir traversé 34 communes.
Le Peyre, d'une longueur totale de 10,4 km, prend sa source dans la commune de Pouy-de-Touges et s'écoule d'ouest en est. Il se jette dans la Louge sur le territoire communal, après avoir traversé 3 communes.

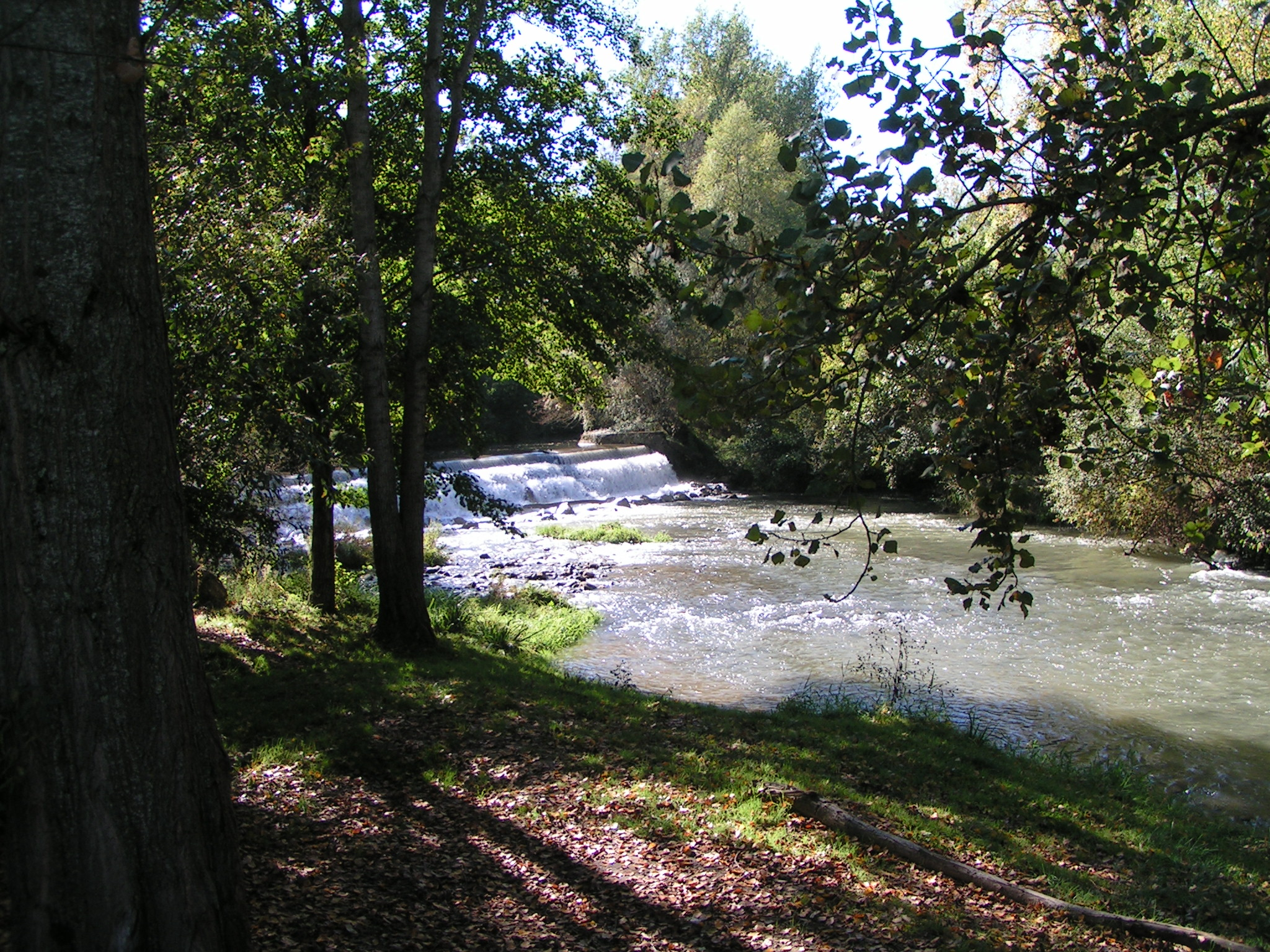
La Louge à Peyssies.
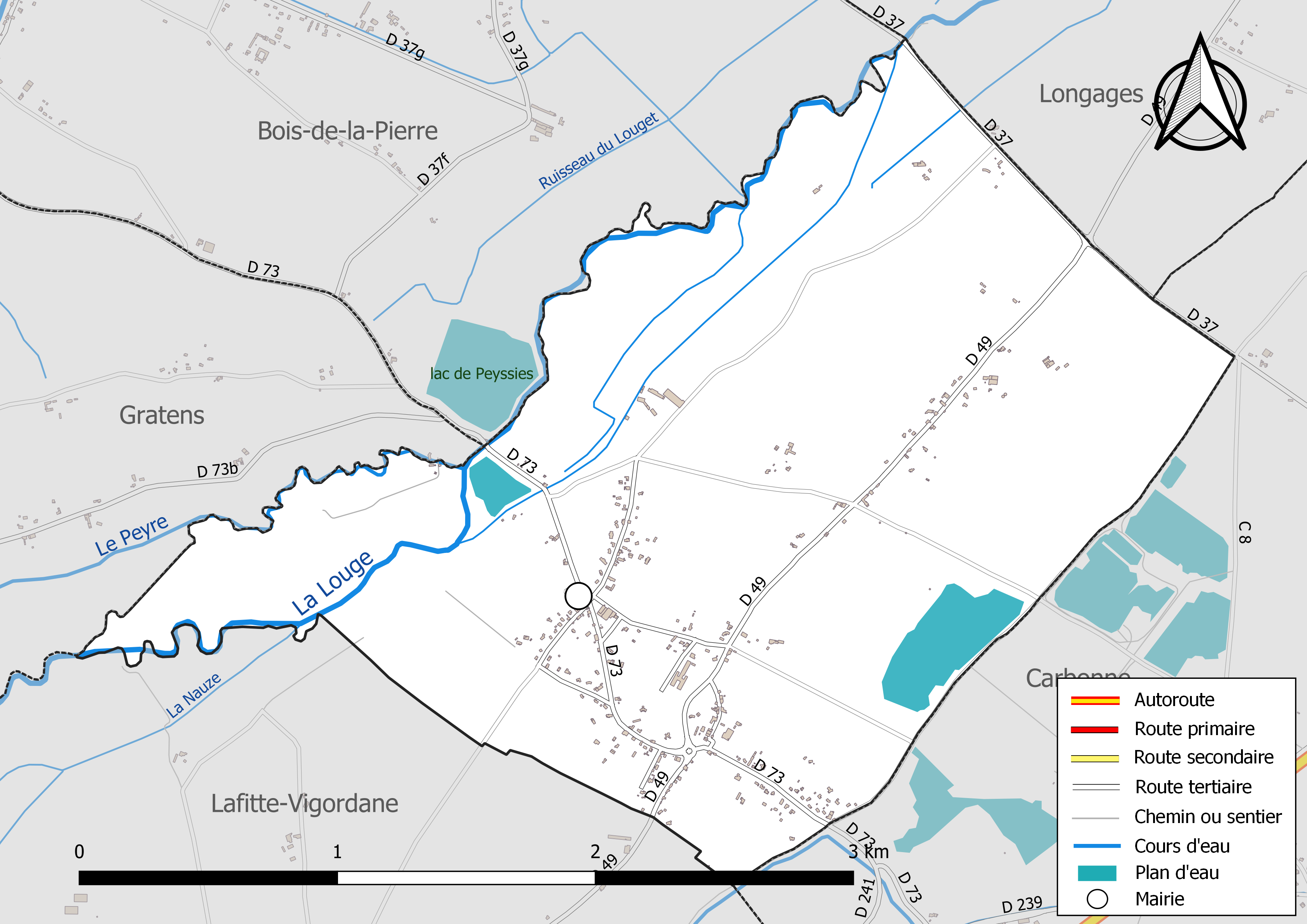
Réseaux hydrographique et routier de Peyssies.

### Climat
Pour des articles plus généraux, voir Climat de l'Occitanie et Climat de la Haute-Garonne.
En 2010, le climat de la commune est de type climat du Bassin du Sud-Ouest, selon une étude s'appuyant sur une série de données couvrant la période 1971-2000. En 2020, Météo-France publie une typologie des climats de la France métropolitaine dans laquelle la commune est exposée à un climat océanique altéré et est dans la région climatique Aquitaine, Gascogne, caractérisée par une pluviométrie abondante au printemps, modérée en automne, un faible ensoleillement au printemps, un été chaud (19,5 °C), des vents faibles, des brouillards fréquents en automne et en hiver et des orages fréquents en été (15 à 20 jours).
Pour la période 1971-2000, la température annuelle moyenne est de 13 °C, avec une amplitude thermique annuelle de 15,8 °C. Le cumul annuel moyen de précipitations est de 724 mm, avec 9,4 jours de précipitations en janvier et 5,5 jours en juillet. Pour la période 1991-2020, la température moyenne annuelle observée sur la station météorologique la plus proche, située sur la commune de Lherm à 13 km à vol d'oiseau, est de 13,6 °C et le cumul annuel moyen de précipitations est de 620,4 mm,. Pour l'avenir, les paramètres climatiques de la commune estimés pour 2050 selon différents scénarios d'émission de gaz à effet de serre sont consultables sur un site dédié publié par Météo-France en novembre 2022.

### Milieux naturels et biodiversité

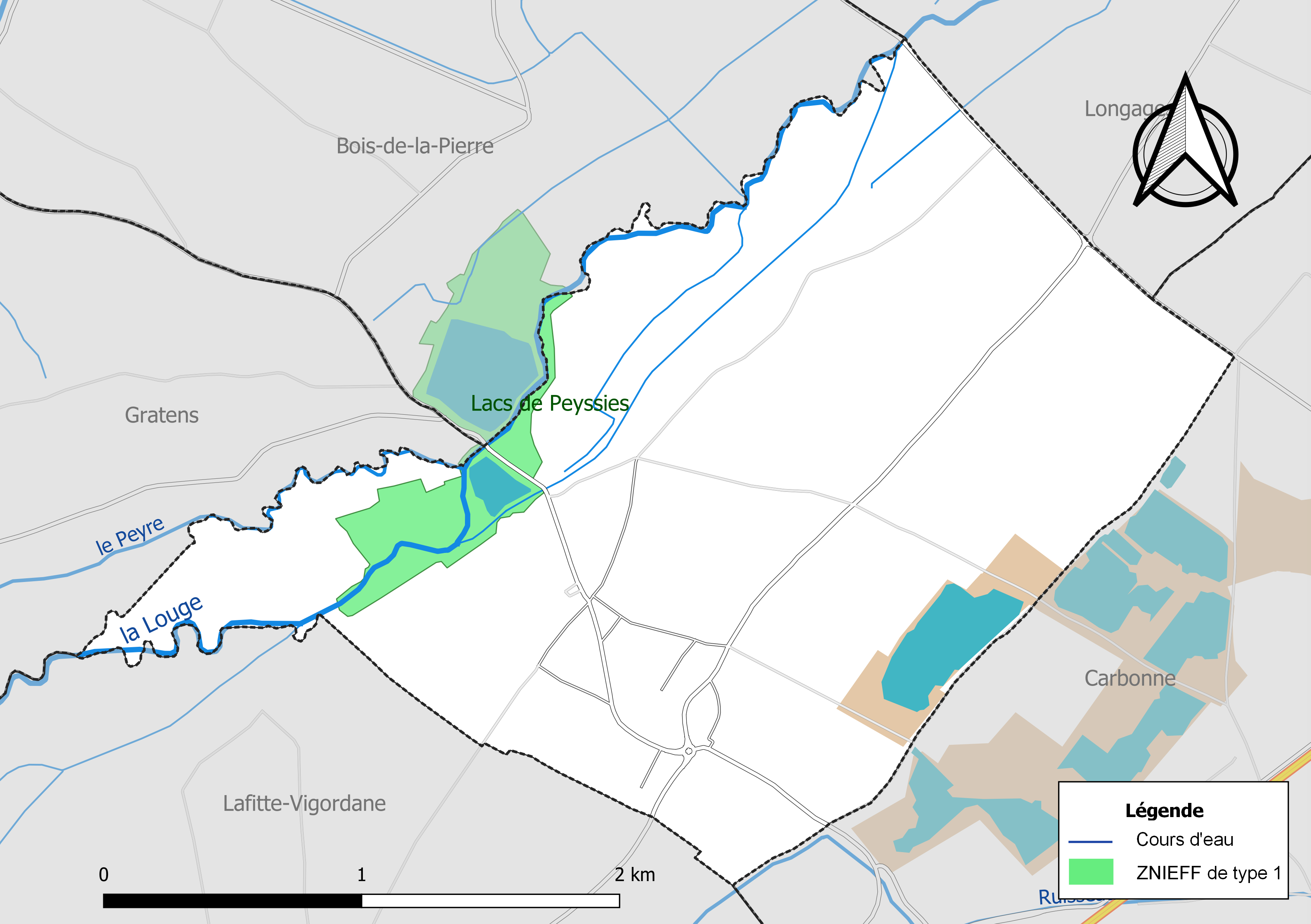
Carte de la ZNIEFF de type 1 localisée sur la commune.

L’inventaire des zones naturelles d'intérêt écologique, faunistique et floristique (ZNIEFF) a pour objectif de réaliser une couverture des zones les plus intéressantes sur le plan écologique, essentiellement dans la perspective d’améliorer la connaissance du patrimoine naturel national et de fournir aux différents décideurs un outil d’aide à la prise en compte de l’environnement dans l’aménagement du territoire.
Une ZNIEFF de type 1 est recensée sur la commune :
les « Lacs de Peyssies » (58 ha), couvrant 3 communes du département.

## Urbanisme

### Typologie
Au 1er janvier 2024, Peyssies est catégorisée commune rurale à habitat dispersé, selon la nouvelle grille communale de densité à sept niveaux définie par l'Insee en 2022.
Elle est située hors unité urbaine. Par ailleurs la commune fait partie de l'aire d'attraction de Toulouse, dont elle est une commune de la couronne,. Cette aire, qui regroupe 527 communes, est catégorisée dans les aires de 700 000 habitants ou plus (hors Paris),.

### Occupation des sols

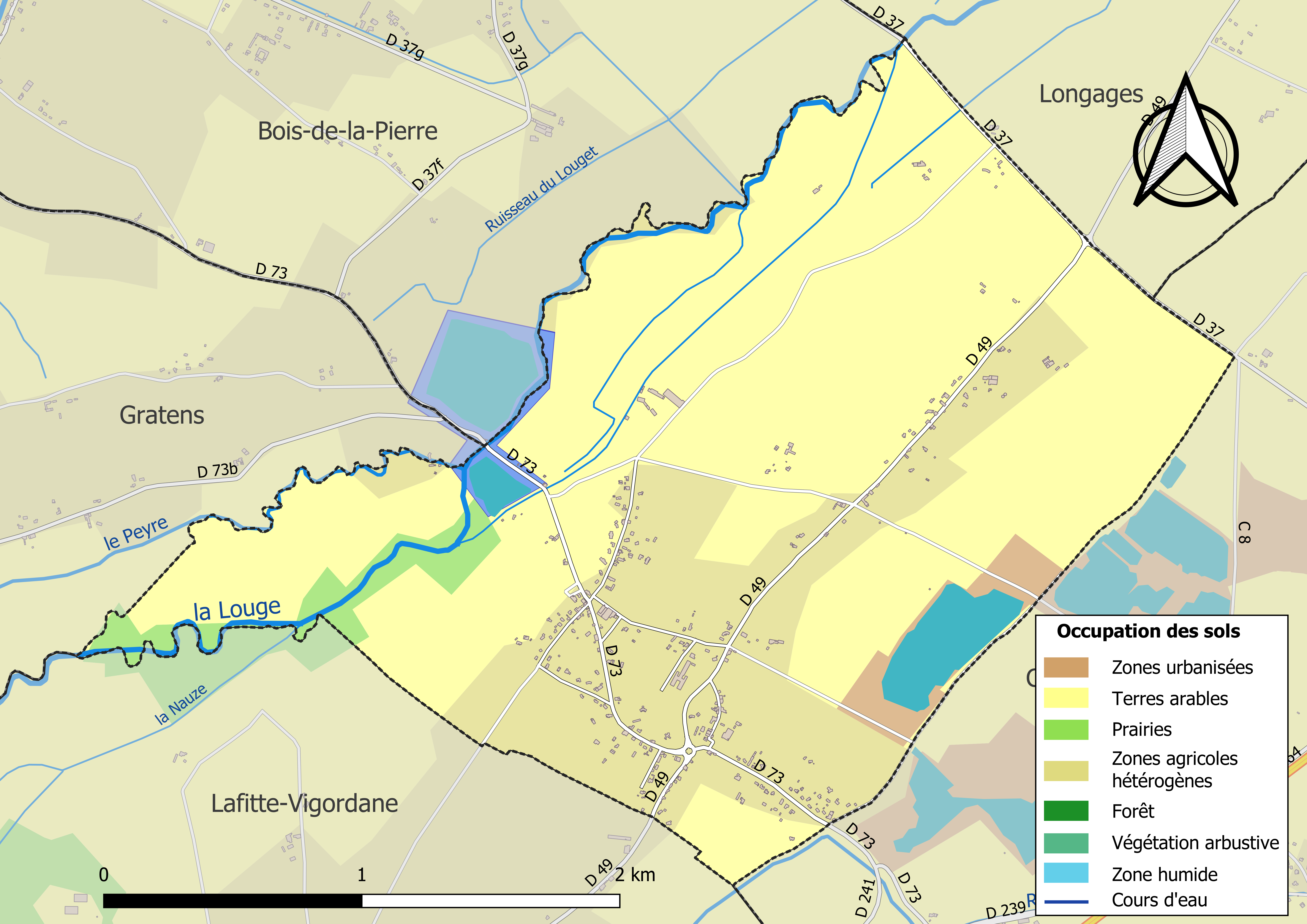
Carte des infrastructures et de l'occupation des sols de la commune en 2018 (CLC).

L'occupation des sols de la commune, telle qu'elle ressort de la base de données européenne d’occupation biophysique des sols Corine Land Cover (CLC), est marquée par l'importance des territoires agricoles (79,7 % en 2018), en diminution par rapport à 1990 (98,8 %). La répartition détaillée en 2018 est la suivante : 
terres arables (72,3 %), zones urbanisées (16,4 %), zones agricoles hétérogènes (4,4 %), eaux continentales (3,8 %), prairies (3 %). L'évolution de l’occupation des sols de la commune et de ses infrastructures peut être observée sur les différentes représentations cartographiques du territoire : la carte de Cassini (XVIIIe siècle), la carte d'état-major (1820-1866) et les cartes ou photos aériennes de l'IGN pour la période actuelle (1950 à aujourd'hui).

### Morphologie urbaine
La commune comprend un habitat dispersé.

### Logement
L'urbanisation croissante s'explique par la périurbanisation due à la proximité de Toulouse, Peyssies faisant partie de son aire urbaine.

### Risques naturels et technologiques
Peyssies est située sur une zone à risque d'inondation limité en bordure de la Louge crue.
La commune est également concernée par un risque de séisme de 2/5 (faible).

### Voies de communication et transports

#### Voies de communication
Accès par l'autoroute A64, par les sorties  27 et  26.

#### Transports
La ligne 323 du réseau Arc-en-Ciel relie le centre de la commune à la gare de Carbonne, en correspondance avec des TER Occitanie en direction de Toulouse-Matabiau, et la ligne 361 relie la commune à la gare routière de Toulouse depuis Le Fousseret.
La gare la plus proche de la commune est la gare de Carbonne, desservie par des TER Occitanie sur la ligne de Toulouse à Bayonne.

## Toponymie
Peyssies est issu du mot latin paître.

## Histoire
Ancien lieu de villégiature d'été de l'abbaye des Feuillants.
À partir du Moyen Âge jusqu'à sa disparition en 1790, pendant la Révolution française, Peyssies faisait partie du diocèse de Rieux.

## Politique et administration

### Administration municipale
Le nombre d'habitants au recensement de 2017 étant compris entre 500 habitants et 1 499 habitants, le nombre de membres du conseil municipal pour l'élection de 2020 est de quinze,.

### Rattachements administratifs et électoraux
Commune faisant partie de la septième circonscription de la Haute-Garonne de la communauté de communes du Volvestre et du canton d'Auterive (avant le redécoupage départemental de 2014, Peyssies faisait partie de l'ex-canton de Carbonne).

### Liste des maires
| Période                                  | Période  | Identité       | Étiquette | Qualité                                                                      |
| ---------------------------------------- | -------- | -------------- | --------- | ---------------------------------------------------------------------------- |
| ?                                        | 1992     | Gérard Massip  | PS        | Directeur du syndicat mixte du Pays du Sud Toulousain jusqu'en février 2018. |
| 1992                                     | 2008     | Roger Ghirardo | PS        |                                                                              |
| mars 2008                                | En cours | Daniel Grycza  | PS        |                                                                              |
| Les données manquantes sont à compléter. |          |                |           |                                                                              |

## Population et société

### Démographie
L'évolution du nombre d'habitants est connue à travers les recensements de la population effectués dans la commune depuis 1793. Pour les communes de moins de 10 000 habitants, une enquête de recensement portant sur toute la population est réalisée tous les cinq ans, les populations de référence des années intermédiaires étant quant à elles estimées par interpolation ou extrapolation. Pour la commune, le premier recensement exhaustif entrant dans le cadre du nouveau dispositif a été réalisé en 2006.

En 2022, la commune comptait 687 habitants, en évolution de +20,95 % par rapport à 2016 (Haute-Garonne : +8,02 %, France hors Mayotte : +2,11 %).
| 1793 | 1800 | 1806 | 1821 | 1831 | 1836 | 1841 | 1846 | 1851 |
| ---- | ---- | ---- | ---- | ---- | ---- | ---- | ---- | ---- |
| 241  | 150  | 213  | 250  | 257  | 244  | 241  | 224  | 240  |

| 1856 | 1861 | 1866 | 1872 | 1876 | 1881 | 1886 | 1891 | 1896 |
| ---- | ---- | ---- | ---- | ---- | ---- | ---- | ---- | ---- |
| 246  | 229  | 232  | 229  | 233  | 217  | 226  | 229  | 233  |

| 1901 | 1906 | 1911 | 1921 | 1926 | 1931 | 1936 | 1946 | 1954 |
| ---- | ---- | ---- | ---- | ---- | ---- | ---- | ---- | ---- |
| 227  | 221  | 195  | 180  | 183  | 183  | 179  | 215  | 187  |

| 1962 | 1968 | 1975 | 1982 | 1990 | 1999 | 2006 | 2011 | 2016 |
| ---- | ---- | ---- | ---- | ---- | ---- | ---- | ---- | ---- |
| 181  | 219  | 207  | 261  | 333  | 364  | 449  | 467  | 568  |

| 2021 | 2022 | - | - | - | - | - | - | - |
| ---- | ---- | - | - | - | - | - | - | - |
| 653  | 687  | - | - | - | - | - | - | - |

| selon la population municipale des années : | 1968 | 1975 | 1982 | 1990 | 1999 | 2006 | 2009 | 2013 |
| Rang de la commune dans le département      | 337  | 318  | 279  | 260  | 249  | 238  | 244  | 228  |
| Nombre de communes du département           | 592  | 582  | 586  | 588  | 588  | 588  | 589  | 589  |

### Enseignement
Peyssies fait partie de l'académie de Toulouse.
L'éducation est assurée par un regroupement pédagogique intercommunal de la maternelle au primaire. Grande section maternelle et école élémentaire sur la commune et petite et moyenne section maternelle à Lafitte-Vigordane.
Une nouvelle école à ouvert ses portes en novembre 2022.
Puis le collège de Carbonne et le lycée de Cazères.

### Santé
Maison médicale, maison de retraite type EHPAD y a été ouverte le 14 octobre 2011.

### Culture et festivités
- Bibliocoop, comité des fêtes, club de restauration de vieux tracteurs (les vieux pistons),
- Fête de saint Barthélemy (avant-dernier dimanche d'août). Salle des fêtes,

### Activités sportives
- Sur la commune en 2011 s'est déroulé le championnat de France de jeu de quilles au maillet[35].
- Pêche à la carpe[36], chasse, pétanque, passage de la 12e étape du Tour de France 2019,

### Écologie et recyclage
La collecte et le traitement des déchets des ménages et des déchets assimilés ainsi que la protection et la mise en valeur de l'environnement se font dans le cadre de la communauté de communes du Volvestre.
En limite de la commune, une déchèterie est gérée par la communauté de communes.

## Économie

### Revenus
En 2018  (données Insee publiées en septembre 2021), la commune compte 214 ménages fiscaux, regroupant 533 personnes. La médiane du revenu disponible par unité de consommation est de 24 050 € (23 140 € dans le département).

### Emploi
|                | 2008  | 2013  | 2018  |
| -------------- | ----- | ----- | ----- |
| Commune        | 8 %   | 5,9 % | 6,4 % |
| Département    | 7,7 % | 9,6 % | 9,3 % |
| France entière | 8,3 % | 10 %  | 10 %  |

En 2018, la population âgée de 15 à 64 ans s'élève à 354 personnes, parmi lesquelles on compte 75,1 % d'actifs (68,7 % ayant un emploi et 6,4 % de chômeurs) et 24,9 % d'inactifs,. En  2018, le taux de chômage communal (au sens du recensement) des 15-64 ans est inférieur à celui de la France et département, alors qu'en 2008 il était supérieur à celui du département et inférieur à celui de la France.
La commune fait partie de la couronne de l'aire d'attraction de Toulouse, du fait qu'au moins 15 % des actifs travaillent dans le pôle,. Elle compte 106 emplois en 2018, contre 86 en 2013 et 59 en 2008. Le nombre d'actifs ayant un emploi résidant dans la commune est de 245, soit un indicateur de concentration d'emploi de 43,3 % et un taux d'activité parmi les 15 ans ou plus de 56,2 %.
Sur ces 245 actifs de 15 ans ou plus ayant un emploi, 46 travaillent dans la commune, soit 19 % des habitants. Pour se rendre au travail, 91,2 % des habitants utilisent un véhicule personnel ou de fonction à quatre roues, 3,8 % les transports en commun, 2,9 % s'y rendent en deux-roues, à vélo ou à pied et 2,1 % n'ont pas besoin de transport (travail au domicile).

### Activités hors agriculture

#### Secteurs d'activités
34 établissements sont implantés  à Peyssies au 31 décembre 2019. Le tableau ci-dessous en détaille le nombre par secteur d'activité et compare les ratios avec ceux du département,.
| Secteur d'activité                                                                                        | Commune | Commune | Département |
| Secteur d'activité                                                                                        | Nombre  | %       | %           |
| --- | ------- | ------- | ----------- |
| Ensemble                                                                                                  | 34      |         |             |
| Industrie manufacturière, industries extractives et autres                                                | 6       | 17,6 %  | (5,7 %)     |
| Construction                                                                                              | 11      | 32,4 %  | (12 %)      |
| Commerce de gros et de détail, transports, hébergement et restauration                                    | 8       | 23,5 %  | (25,9 %)    |
| Activités financières et d'assurance                                                                      | 2       | 5,9 %   | (3,8 %)     |
| Activités spécialisées, scientifiques et techniques et activités de services administratifs et de soutien | 4       | 11,8 %  | (19,8 %)    |
| Administration publique, enseignement, santé humaine et action sociale                                    | 2       | 5,9 %   | (16,6 %)    |
| Autres activités de services                                                                              | 1       | 2,9 %   | (7,9 %)     |

Le secteur de la construction est prépondérant sur la commune puisqu'il représente 32,4 % du nombre total d'établissements de la commune (11 sur les 34 entreprises implantées  à Peyssies), contre 12 % au niveau départemental.

#### Entreprises et commerces
La viticulture (Comté-tolosan, (cave coopérative fermée en 2019), la vigne) ainsi que l'agriculture on trouve aussi un élevage ovin et un élevage bovin de race Gasconne des Pyrénées (dix exploitations agricoles, en 2012) basée sur la culture de céréales (maïs, blé ...) ont encore une place importante mais tendent à diminuer en faveur de zones résidentielles liées à la proximité de l'agglomération toulousaine puisque étant dans son aire urbaine.
- Gravière
- Une des premières centrales solaires photovoltaïques flottantes de France[40].

### Agriculture
|               | 1988 | 2000 | 2010 | 2020 |
| ------------- | ---- | ---- | ---- | ---- |
| Exploitations | 13   | 10   | 10   | 6    |
| SAU (ha)      | 654  | 631  | 522  | 292  |

La commune est dans « les Vallées », une petite région agricole consacrée à la polyculture sur les plaines et terrasses alluviales qui s’étendent de part et d’autre des sillons marqués par la Garonne et l’Ariège. En 2020, l'orientation technico-économique de l'agriculture  sur la commune est la polyculture et/ou le polyélevage. Six exploitations agricoles ayant leur siège dans la commune sont dénombrées lors du recensement agricole de 2020 (13 en 1988). La superficie agricole utilisée est de 292 ha,,.

## Culture locale et patrimoine

### Lieux et monuments
- Ses lacs, Autour du petit lac Aigrette, canard colvert, grue cendrée...
- Les bords de la Louge.
- Église Saint-Barthélemy, église à clocher-mur.
- Ancienne voie romaine.

### Personnalités liées à la commune
- Gérard Roujas, sénateur.

### Héraldique
| Blason de Peyssies | Blason  | D'or à la branche de chêne de sinople posée en pal. |
| Blason de Peyssies | Détails | Le statut officiel du blason reste à déterminer.    |

## Pour approfondir